# والتر دانیگر
والتر دانیگر (انگلیسی: Walter J. Doniger؛ ۱۹۱۷ – ۲۴ نوامبر ۲۰۱۱) یک کارگردان فیلم و تلویزیون، تهیه‌کننده و فیلم‌نامه‌نویس اهل ایالات متحده آمریکا بود.

## جوایز و افتخارات
- نامزد جایزه گلدن گلوب بهترین فیلم‌نامه بخاطر فیلم "Rope of Sand"